# Кравец, Василий Русланович
Васи́лий Русла́нович Краве́ц (укр. Василь Русланович Кравець; 20 августа 1997; Львов, Украина) — украинский футболист, защитник клуба «Металлист 1925».

## Биография
Воспитанник львовских «Карпат», за команду которых играл в ДЮФЛ. Первый тренер — Василий Леськив. В юношескую (до 19 лет) команды львовян был зачислен после триумфального сезона 2013/14, в котором команда Игора Йовичевича завоевала бронзовые медали юношеского чемпионата Украины. После этого успеха Йовичевич сменил Александра Севидова на посту главного тренера команды Премьер-лиги. С его приходом в «Карпатах» появилось много молодёжи.
Кравец начал сезон 2014/15 в «Карпатах» U-19, где до конца 2014 года провёл 11 матчей и забил 2 гола, став одним из лидеров юниорской команды. Во время зимнего перерыва в чемпионате был приглашён на турецкие сборы с основным составом. После возобновления чемпионата защитник стал игроком молодёжной команды, а уже 10 мая 2015 года в игре против одесского «Черноморца» дебютировал в Премьер-лиге, заменив на 88 минуте матча Дениса Кожанова. Кравец впервые сыграл в Премьер-лиге в возрасте 17 лет 263 дня, став одним из самых молодых дебютантов сезона. Проведя через неделю второй матч в высшем дивизионе, защитник на оставшиеся матчи сезона вернулся в «Карпаты» U-19, которым удалось отстоять свои бронзовые медали.
Летом 2015 года вновь отправился на сборы с первой командой.
В январе 2017 клуб испанской Сегунды «Луго» договорился с «Карпатами» о полугодовой аренде Василия с правом выкупа. В январе 2019 года, игрока за более чем 2 млн евро, выкупил «Леганес».

## Вне футбола
Кроме футбола занимался боксом. После совместного спарринга бывший профессиональный боксёр в первом среднем весе Роман Джуман отмечал его координацию и неплохой «жёсткий» удар.